# 圣克里斯蒂娜-瓦尔加尔代纳
圣克里斯蒂娜-瓦尔加尔代纳（義大利語：Santa Cristina Valgardena），是意大利博尔扎诺-上阿迪杰自治省的一个市镇。总面积31平方公里，人口1900人，人口密度61.3人/平方公里（2009年）。ISTAT代码为021085。